# Wayne Fuller
Wayne Arthur Fuller (né le 15 juin 1931) est un statisticien américain spécialisé dans l'économétrie, l'échantillonnage d'enquêtes et l'analyse de séries chronologiques. Il enseigne à l'Université d'État de l'Iowa à partir de 1959, devenant professeur émérite en 1983.

## Biographie
Fuller obtient ses diplômes de l'Iowa State University, avec un BS en 1955, une maîtrise en 1957 et un doctorat en économie agricole en 1959. Au cours de sa longue carrière à l'Iowa State, il supervise 88 doctorats ou mémoires de master.
Fuller est membre de la Société américaine de statistique de la Société d'économétrie, de l'Institut de statistique mathématique et de l'Institut international de statistique. Fuller est également rédacteur en chef de l'American Journal of Agricultural Economics, du Journal of the American Statistical Association, de l'American Statistician, du Journal of Business and Economic Statistics et de Survey Methodology. Il siège également à de nombreux panels de la National Academy of Science et est membre du Comité des statistiques nationales. Wayne Fuller reçoit le prix de leadership Marvin Zelen 2003 en sciences statistiques. Il reçoit également le prix Waksberg 2002 de la revue Survey Methodology.
En 2009, il reçoit un doctorat honorifique de l'Université d'État de la Caroline du Nord. En 2011, il reçoit un doctorat honorifique de l'Université de Neuchâtel (Suisse).

## Travaux importants
- Dickey et Fuller, « Distribution of the Estimators for Autoregressive Time Series with a Unit Root », Journal of the American Statistical Association, vol. 74, no 366,‎ 1979, p. 427–431 (DOI 10.2307/2286348, JSTOR 2286348)
- Fuller, W.A. (1987) Measurement Error Models, Wiley.  (ISBN 0-471-86187-1)
- Fuller, W.A. (1996) Introduction to Statistical Time Series, 2nd Edition, Wiley.  (ISBN 0-471-55239-9)
- Fuller, W.A. (2009) Sampling Statistics, Wiley.  (ISBN 0-470-45460-1)